# Pericoma funebris
Pericoma funebris és una espècie d'insecte dípter pertanyent a la família dels psicòdids.

## Descripció
- Els adults fan 3 mm i mig de llargària corporal, tenen les potes marrons i una llargada alar de 4 mm.[4]

## Distribució geogràfica
Es troba a Nova Zelanda.